# Amelia Lópes O'Neill
Pour plus de détails, voir Fiche technique et Distribution.
Amelia Lópes O'Neill est un film chilien réalisé par Valeria Sarmiento et sorti en 1991.
Il a été présenté en compétition au Festival du film de Berlin 1991.

## Synopsis
Amelia et sa sœur infirme, Anna, vivent ensemble depuis la mort de leur père. Amelia tombe amoureuse de Fernando, un homme marié, médecin avec qui elle noue une aventure. Mais Fernando refuse de quitter sa femme lourdement malade et insiste pour payer Amelia à chaque rencontre, ce qui attire à la jeune femme une réputation de prostituée. Pourtant, n'ayant jamais connu d'homme avant Fernando, elle fait le vœu de n'en jamais connaître d'autre et se dit mariée à lui.
Quand la femme de Fernando meurt, Amelia tombe enceinte de Fernando : elle accouchera d'un garçon, Christobald que son père ne reconnaît pas. Pire : comme il insistait pour qu'elle avorte, Amelia s'était cachée. A son retour, elle apprend que Fernando va épouser sa sœur Anna. On comprend alors que Fernando ne peut s'engager qu'avec des femmes malades qu'il soigne. Elle assiste même à leur mariage.
Sept années passent et Fernando continue de voir et de payer Amelia. Une nuit, alors qu'ils sont ensemble laissant seul Christobald, celui-ci sort pour regarder un train passer (il croit toujours que son père est dedans). Le long du chemin de fer il fait la rencontre d'un homme qui laisse enfant pour mort. Malgré les soins de Fernando, Christobald meurt.
Amelia, Anna et Fernando passent beaucoup de temps ensemble. Mais Anna décide de se suicider en se jetant d'une falaise, alors que le trio est au restaurant. Fernando accourt pour la sauver mais chute de la falaise et meurt.
Après la mort de Fernando, Amelia et Anna s'adonnent au spiritisme. Mais bientôt Amelia décide elle-même de se suicider en sautant de la falaise.
Toute cette histoire est racontée par Igor, leur ami magicien et voleur à un journaliste dans un café de la ville.

## Fiche technique
- Réalisation : Valeria Sarmiento
- Scénario : 	Valeria Sarmiento, Raúl Ruiz
- Production :  Ariane Films, Arion Productions, Canal+
- Photographie : Jean Penzer
- Musique : Jorge Arriagada
- Montage : Rudolfo Wedeles
- Durée : 93 minutes
- Dates de sortie: 
  - Canada : 10 septembre 1991 (Festival international du film de Toronto)
  - États-Unis : 21 septembre 1991 (Festival international du film de New York)
  - France  : 5 février 1992

## Distribution
- Franco Nero : Fernando
- Laura del Sol : Amelia Lópes O'Neil
- Laura Benson : Anna
- Valérie Mairesse : Ginette
- Sergio Hernández : Igor

## Tournage
Le film a été tourné à partir du 5 mars 1990 à Santiago du Chili et à Valparaíso.

## Réception critique
Pour Françoise Audé, le film décline les conséquences du machisme.